# جوآنشو گارسیا مائورنیو
جوآنشو گارسیا مائورنیو (اسپانیایی: Juantxo García-Mauriño‎؛ زادهٔ ۱۱ مارس ۱۹۶۴) بازیکن هاکی روی چمن اهل اسپانیا است که در مسابقات کشوری و بین‌المللی در مجموع برندهٔ ۱ مدال نقره شده‌است.